# AOSS
AOSS (AirStation One-Touch Secure System) è una tecnologia sviluppata da Buffalo Technology che consente di configurare una connessione wireless sicura in modo automatico, premendo un pulsante. Il sistema imposta il livello di sicurezza più elevato possibile tra quelli supportati dai client.

## Processo di connessione
1. Fase di associazione: l'access-point e il dispositivo che vuole accedere alla rete vengono associati;
2. Generazione delle chiavi: i dispositivi generano varie chiavi, usate per connettersi alla rete
3. Scambio di informazioni;
4. Trasferimento delle chiavi;
5. Connessione.

## Prodotti compatibili
- Le console della famiglia Nintendo DS, Nintendo 3DS e Nintendo Wii (Le prime con la Nintendo Wi-Fi connection, la Wii con il WiiConnect24);
- Le console PlayStation 3, PlayStation Portable e PlayStation Vita.